# فرانک ولکر
فرانک ولکر (انگلیسی: Frank Welker؛ زاده ۱۲ مارس ۱۹۴۶) صداپیشه اهل ایالات متحده آمریکا است. فعالیت حرفه‌ای وی تقریباً شش دهه طول کشیده‌است. ولکر در ۸۶۰ فیلم، سریال و بازی ویدئویی حضور داشته‌است که او را به یکی از پرکارترین هنرمندان تمام ادوار تبدیل کرده‌است. با مجموع فروش ۱۷٫۴ میلیارد دلار گیشه در سراسر جهان، او یکی از بازیگران پردرآمد تمام ادوار محسوب می‌شود.

## فیلم‌شناسی

### صداپیشگی در فیلم‌های سینمایی
- شما او را می‌بینید (۱۹۷۲)
- مهاجمان صندوق گمشده (۱۹۸۱)
- کوجو (۱۹۸۳)
- نائوشیکا از دره باد (۱۹۸۴)
- پیشتازان فضا ۳: جستجو برای اسپاک (۱۹۸۴)
- چشم گربه (۱۹۸۵)
- ترول (۱۹۸۶)
- کمپ فضایی (۱۹۸۶)
- قلعه‌ای در آسمان (۱۹۸۶)
- تبدیل‌شوندگان: فیلم (۱۹۸۶)
- کودک پرافتخار (۱۹۸۶)
- پینوکیو و امپراتور شب (۱۹۸۷)
- میمون می‌درخشد (۱۹۸۸)
- همسایه من توتورو (۱۹۸۸)
- سرزمین قبل از تاریخ (۱۹۸۸)
- مبارزه در بورلی هیلز (۱۹۸۹)
- دیک تریسی (۱۹۹۰)
- هادسن هاوک (۱۹۹۱)
- لاک‌پشت‌های نینجای ۲ (۱۹۹۱)
- دیو و دلبر (۱۹۹۱)
- پورکو روسو (۱۹۹۲)
- قانون‌شکنی (۱۹۹۲)
- علاءالدین (۱۹۹۲)
- در اعماق دریا (۱۹۹۳)
- شیرشاه (۱۹۹۴)
- بابا نوئل (۱۹۹۴)
- گوردی (۱۹۹۵)
- کنگو (۱۹۹۵)
- پوکاهانتس (۱۹۹۵)
- مورتال کامبت (۱۹۹۵)
- جومانجی (۱۹۹۵)
- جیمز و هلوی غول‌پیکر (۱۹۹۶)
- گوژپشت نتردام (۱۹۹۶)
- روز استقلال (۱۹۹۶)
- مریخ حمله می‌کند! (۱۹۹۶)
- آناکوندا (۱۹۹۷)
- هرکول (۱۹۹۷)
- سرود کریسمس (۱۹۹۷)
- گربه‌ها نمی‌رقصند (۱۹۹۷)
- گودزیلا (۱۹۹۸)
- مولان (۱۹۹۸)
- دریای آبی عمیق (۱۹۹۹)
- چگونه گرینچ کریسمس را دزدید (۲۰۰۰)
- شرک (۲۰۰۱)
- جیمی نوترون: پسر نابغه (۲۰۰۱)
- اسکوبی-دو (۲۰۰۲)
- لحظه‌ای در نیویورک (۲۰۰۴)
- شرک ۲ (۲۰۰۴)
- جورج کنجکاو (۲۰۰۶)
- شب در موزه (۲۰۰۶)
- شرک ۳ (۲۰۰۷)
- شب در موزه: نبرد اسمیتسونین (۲۰۰۹)
- تبدیل‌شوندگان: انتقام فالن (۲۰۰۹)
- عصر یخبندان: ظهور دایناسورها (۲۰۰۹)
- آلیس در سرزمین عجایب (۲۰۱۰)
- شرک برای همیشه (۲۰۱۰)
- تبدیل‌شوندگان: نیمه تاریک ماه (۲۰۱۱)
- اسمورف‌ها (۲۰۱۱)
- ماداگاسکار ۳: تحت تعقیب‌ترین‌های اروپا (۲۰۱۲)
- فرنکن‌وینی (۲۰۱۲)
- یخ‌زده (۲۰۱۴)
- اسمورف‌ها ۲ (۲۰۱۳)
- تبدیل‌شوندگان: عصر انقراض (۲۰۱۴)
- شب در موزه: راز مقبره (۲۰۱۴)
- اسمورف‌ها: دهکده گمشده (۲۰۱۷)
- تبدیل‌شوندگان: آخرین شوالیه (۲۰۱۷)
- علاءالدین (۲۰۱۹)
- تام و جری (۲۰۲۱)

### صداپیشگی در فیلم‌های ویدئویی
- بازگشت جعفر (۱۹۹۴)
- سرزمین قبل از تاریخ ۳: زمان زیادی (۱۹۹۵)
- علاءالدین و شاه دزدان (۱۹۹۶)
- سرزمین قبل از تاریخ ۴: سفر از طریق مه (۱۹۹۶)
- دیو و دلبر: کریسمس سحرانگیز (۱۹۹۷)
- دنیای جادویی بل (۱۹۹۸)
- پری دریایی کوچولو ۲: بازگشت به دریا (۲۰۰۰)
- بتمن ماورایی: بازگشت جوکر (۲۰۰۰)
- سیندرلا ۲: رؤیاها به حقیقت می‌پیوندند (۲۰۰۲)
- استیچ! (۲۰۰۳)
- آتلانتیس: بازگشت میلو (۲۰۰۳)
- مولان ۲ (۲۰۰۴)
- تام و جری: پرواز به سوی مریخ (۲۰۰۵)
- تارزان ۲ (۲۰۰۵)
- بامبی ۲ (۲۰۰۶)
- سیندرلا ۳: پیچ و تاب در زمان (۲۰۰۷)
- گارفیلد واقعی می‌شود (۲۰۰۷)
- جورج کنجکاو ۲: آن میمون را دنبال کن! (۲۰۱۰)
- بتمن: شوالیه تاریکی بازمی‌گردد (۲۰۱۲)

### صداپیشگی در تلویزیون
- فیلم‌های جدید اسکوبی دو (۱۹۷۳–۱۹۷۲)
- شیطون‌های کوچولو (۱۹۸۳–۱۹۸۲)
- کارآگاه گجت (۱۹۸۵–۱۹۸۳)
- لوک خوش‌شانس (۱۹۸۵–۱۹۸۴)
- سیمپسون‌ها (۲۰۱۴–۱۹۹۱)
- بتمن: مجموعه پویانمایی (۱۹۹۵–۱۹۹۲)
- سوپرمن: مجموعه پویانمایی (۱۹۹۸–۱۹۹۶)
- جانی براوو (۲۰۰۴–۱۹۹۷)
- باب‌اسفنجی شلوارمکعبی (۲۰۰۳–۲۰۰۱)
- دنی فانتوم (۲۰۰۵–۲۰۰۴)
- مرغ ربات (۲۰۱۴–۲۰۰۶)
- سوپرنچرال (۲۰۱۸)
- جنگ ستارگان مقاومت (۲۰۱۹–۲۰۱۸)